# Pierre Joseph Pelletier
O Dr. Pierre-Joseph Pelletier (22 de março de 1788 - 19 de julho de 1842) foi um brilhante farmacêutico francês que desenvolveu notável trabalho na pesquisa de alcaloides vegetais, além disso, foi o co-descobridor da quinina e da estricnina. Também construiu em 1819, em Paris, a primeira fábrica de chocolate que utilizava o vapor no seu processo de fabricação.